# Kristinehamn
Kristinehamn este un oraș în Suedia.

## Demografie
| \| Evoluția demografică a zonei urbane Kristinehamn, 1970–2015 \| Evoluția demografică a zonei urbane Kristinehamn, 1970–2015 \| Evoluția demografică a zonei urbane Kristinehamn, 1970–2015 \| Evoluția demografică a zonei urbane Kristinehamn, 1970–2015 \| Evoluția demografică a zonei urbane Kristinehamn, 1970–2015 \| \| --------------------------------------------------------------------------------------- \| ----------------------------------------------------------- \| ----------------------------------------------------------- \| ----------------------------------------------------------- \| ----------------------------------------------------------- \| \| An \| \| \| Locuitori \| \| \| 1970 \| 1970 \| \| 21.043 \| 21.043 \| \| 1975 \| 1975 \| \| 21.146 \| 21.146 \| \| 1980 \| 1980 \| \| 20.285 \| 20.285 \| \| 1990 \| 1990 \| \| 19.340 \| 19.340 \| \| 1995 \| 1995 \| \| 19.274 \| 19.274 \| \| 2000 \| 2000 \| \| 17.934 \| 17.934 \| \| 2005 \| 2005 \| \| 17.836 \| 17.836 \| \| 2010 \| 2010 \| \| 17.839 \| 17.839 \| \| 2015 \| 2015 \| \| 18.557 \| 18.557 \| \| Sursa: SCB - Statistika Centralbyrån, Folkmängden per tätort. Vart femte år 1960 - 2016 \| \| \| \| \| |      |  |           |        |
| Evoluția demografică a zonei urbane Kristinehamn, 1970–2015 |      |  |           |        |
| An |      |  | Locuitori |        |
| 1970 | 1970 |  | 21.043    | 21.043 |
| 1975 | 1975 |  | 21.146    | 21.146 |
| 1980 | 1980 |  | 20.285    | 20.285 |
| 1990 | 1990 |  | 19.340    | 19.340 |
| 1995 | 1995 |  | 19.274    | 19.274 |
| 2000 | 2000 |  | 17.934    | 17.934 |
| 2005 | 2005 |  | 17.836    | 17.836 |
| 2010 | 2010 |  | 17.839    | 17.839 |
| 2015 | 2015 |  | 18.557    | 18.557 |
| Sursa: SCB - Statistika Centralbyrån, Folkmängden per tätort. Vart femte år 1960 - 2016 |      |  |           |        |